# 이글 파이브
이글 파이브(Eagle Five 또는 Eagle 5)는 대한민국의 5인조 보이 그룹이다. 대니, 심재원, 최진혁, 윤태준, 윤성준으로 이루어져 있다. 1998년 정규 1집 음반 The Infrared Journey로 데뷔하였다.

## 구성원

### 1집
- 론, 대니, 심재원, 정치훈, 임상의,

### 2집
- 대니, 심재원, 윤성준(=정치훈), 최진혁, 윤태준(=T.J YOON)

## 음반 목록
- The Infrared Journey (1998)
- Love Story (1999)